# دانیل کاستلانی
دانیل خورخه کاستلانی (انگلیسی: Daniel Jorge Castellani؛ زادهٔ ۲۱ مارس ۱۹۶۱ در بوئنوس آیرس) بازیکن سابق، مربی فعلی والیبال اهل آرژانتین است. کاسلانی در حال حاضر هدایت آزتس اولشتین را بر عهده دارد. کاستلانی از سال ۱۹۷۶ تا ۱۹۸۸ عضو تیم ملی والیبال آرژانتین بود. وی سابقه هدایت تیم های ملی آرژانتین، فنلاند و لهستان را در کارنامه خود دارد.

## جوایز

### فردی
- ۲۰۰۹  نشان افتخار تولد لهستان